# Rally Acrópolis de 2016
El Rally Acrópolis de 2016 fue la 62.ª edición y la tercera ronda de la temporada 2016 del Campeonato de Europa de Rally. Se celebró del 6 al 8 de mayo y contó con un itinerario de doce tramos sobre tierra que sumaban un total de 231,52 km cronometrados.

## Itinerario
| Día   | Tramo | Nombre                     | Distancia | Ganador              | Automóvil      | Tiempo  | Líder              |
| ----- | ----- | -------------------------- | --------- | -------------------- | -------------- | ------- | ------------------ |
| Día 1 | SS1   | Seajets New Gravia 1       | 25.70 km  | Ralfs Sirmacis       | Škoda Fabia R5 | 22:18.7 | Ralfs Sirmacis     |
| Día 1 | SS2   | Eko Racing Amfissa 1       | 14.29 km  | Kajetan Kajetanowicz | Ford Fiesta R5 | 9:42.8  | Ralfs Sirmacis     |
| Día 1 | SS3   | Paleohori 1                | 12.43 km  | Aleksiej Łukjaniuk   | Ford Fiesta R5 | 9:08.7  | Ralfs Sirmacis     |
| Día 1 | SS4   | Seajets New Gravia 2       | 25.70 km  | Kajetan Kajetanowicz | Ford Fiesta R5 | 21:53.0 | Ralfs Sirmacis     |
| Día 1 | SS5   | Eko Racing Amfissa 2       | 14.29 km  | Kajetan Kajetanowicz | Ford Fiesta R5 | 9:25.7  | Ralfs Sirmacis     |
| Día 1 | SS6   | Paleohori 2                | 12.43 km  | Aleksiej Łukjaniuk   | Ford Fiesta R5 | 10:05.1 | Aleksiej Łukjaniuk |
| Día 2 | SS7   | Eko Racing Eleftherohori 1 | 17.87 km  | Kajetan Kajetanowicz | Ford Fiesta R5 | 11:40.5 | Ralfs Sirmacis     |
| Día 2 | SS8   | Seajets Rengini 1          | 11.61 km  | Kajetan Kajetanowicz | Ford Fiesta R5 | 8:49.3  | Ralfs Sirmacis     |
| Día 2 | SS9   | Elatia/Karya 1             | 33.86 km  | Kajetan Kajetanowicz | Ford Fiesta R5 | 24:21.3 | Ralfs Sirmacis     |
| Día 2 | SS10  | Eko Racing Eleftherohori 2 | 17.87 km  | Aleksiej Łukjaniuk   | Ford Fiesta R5 | 11:08.3 | Ralfs Sirmacis     |
| Día 2 | SS11  | Seajets Rengini 2          | 11.61 km  | Kajetan Kajetanowicz | Ford Fiesta R5 | 8:46.2  | Ralfs Sirmacis     |
| Día 2 | SS12  | Elatia/Karya 2             | 33.86 km  | Kajetan Kajetanowicz | Ford Fiesta R5 | 24:08.5 | Ralfs Sirmacis     |

## Clasificación final
| Pos. | Piloto                 | Copiloto            | Automóvil               | Tiempo    | Diferencia |     |
| ERC  | ERC                    | ERC                 | ERC                     | ERC       | ERC        | ERC |
| ---- | ---------------------- | ------------------- | ----------------------- | --------- | ---------- | --- |
| 1    | Ralfs Sirmacis         | Arturs Šimins       | Škoda Fabia R5          | 2:53:12.5 | -          |     |
| 2    | Lambros Athanassoulas  | Elias Panagiotounis | Škoda Fabia R5          | 2:55:22.8 | +2:10.3    |     |
| 3    | Jaromír Tarabus        | Daniel Trunkát      | Škoda Fabia R5          | 2:55:54.9 | +2:42.4    |     |
| 4    | Raul Jeets             | Andrus Toom         | Škoda Fabia R5          | 2:58:54.4 | +5:41.9    |     |
| 5    | Wojciech Chuchała      | Daniel Dymurski     | Subaru Impreza STi N15  | 3:01:32.4 | +8:19.9    |     |
| 6    | Jarosław Kołtun        | Ireneusz Pleskot    | Ford Fiesta R5          | 3:02:23.6 | +9:11.1    |     |
| 7    | Tomasz Kasperczyk      | Damian Syty         | Ford Fiesta R5          | 3:03:52.9 | +10:40.4   |     |
| 8    | Kajetan Kajetanowicz   | Jarosław Baran      | Ford Fiesta R5          | 3:07:10.6 | +13:58.1   |     |
| 9    | Jose Luis Jacquet Rios | Hernán Vargas Peña  | Mitsubishi Lancer Evo X | 3:13:22.1 | +20:09.6   |     |
| 10   | Aleksiej Łukjaniuk     | Roman Kapustin      | Ford Fiesta R5          | 3:13:28.0 | +20:15.5   |     |